# Strada statale 7 ter Salentina
La strada statale 7 ter Salentina (SS 7 ter) è una strada statale che collega i capoluoghi salentini Taranto e Lecce. D'estate, nel periodo delle ferie, è molto frequentata per i traffici di turisti che, dalla autostrada A14 fino a Taranto, passano di lì per recarsi nel Salento.

## Storia
La strada statale 7 ter "Salentina" venne istituita nel 1937 con i seguenti capisaldi d'itinerario: "Innesto S.S. n. 16 presso Surbo - S. Giorgio Jonico".
In seguito alla dismissione dell'ex raccordo Taranto-Grottaglie, la strada venne prolungata da San Giorgio Jonico fino a raggiungere il nuovo tracciato della SS 7 in prossimità della stazione di Nasisi, allungando così il tracciato di 13,6 km.

### La questione sulla via Bradanico-Salentina
Dagli inizi del nuovo secolo, l'odierna Strada Statale 7 ter è stata inglobata in un grande progetto chiamato "Itinerario Bradanico-Salentino", ossia un complesso di strade extraurbane a quattro corsie che dovrebbero collegare Matera dall'innesto della Strada statale 655 Bradanica diretta verso Candela-Foggia a Lecce passando per Taranto. Il progetto consta di un ammodernamento a strada extraurbana principale della Strada Statale 7 nel tratto Matera-Taranto, la costruzione di un raccordo autostradale fra la A14 e Taranto, che servirebbe la Strada Statale 7, Massafra, Statte (dove è stato parzialmente costruito), la Strada Statale 172 dei Trulli, innestandosi sul tronco iniziale della Strada Statale 7 ter diretta verso Taranto Sud. Da qui, però, non seguirebbe il tracciato della 7 ter ma devierebbe verso la statale Taranto-Brindisi, seguendo il percorso di essa fino allo svincolo di Grottaglie Paparazio-SP86. Qui inizierebbe la nuova Strada Statale 7 ter come strada extraurbana secondaria a una corsia per senso di marcia, che proseguirebbe come ammodernamento della SP86 Grottaglie-mare e, dopo aver superato in variante San Marzano di San Giuseppe, punterebbe in direzione est passando a Nord di Sava e Manduria servendo anche il traffico proveniente da Francavilla Fontana e Oria, diretto nel centro del Salento; dopodiché, si allaccerebbe al tronco di extraurbana secondaria a quattro corsie già esistente fra Manduria e San Pancrazio Salentino. Una questione rilevante riguarda il suddetto tronco San Marzano-Sava-Manduria, già realizzato, ma mai aperto al traffico e tuttora in stato di abbandono. Giunti a San Pancrazio, un progetto prevedeva una variante ex-novo che corresse più a Sud parallelamente all'odierno tracciato, quindi passando tra Guagnano e Salice Salentino e poi proseguendo in direzione Novoli, evitata in variante da Sud insieme a Villa Convento, ricevendo il traffico dai centri limitrofi di Carmiano, Magliano, Arnesano e Monteroni di Lecce, per poi innestarsi sull'odierna SP4 Lecce-Novoli fino allo svincolo con la Tangenziale Ovest di Lecce. Tuttavia, la necessità di risparmiare l'utilizzo di nuovo terreno, con conseguenti espropri, hanno portato i progettisti a seguire fedelmente il percorso attuale, progettando il completamento della variante di San Pancrazio e facendo proseguire la strada attraverso i centri di Guagnano e Campi Salentina senza soluzione di continuità.
Tuttavia, questo itinerario sfavorirebbe ancor di più la zona Sud di Taranto, l'area di San Giorgio Ionico e i comuni rivieraschi con le rispettive marine. Riguardo a ciò, è in corso il progetto della Strada Regionale 8 Taranto-Avetrana che riguarderebbe una strada extraurbana principale, come prosecuzione naturale del primo tronco della Strada Statale 7 ter (Ponte Punta Penna Pizzone) verso Sud a servizio dei quartieri meridionali tarantini Lama e San Vito. Dal quartiere Talsano, proseguirebbe parallela alla costa lambendo Leporano e Pulsano. Da qui, passando da quattro a due corsie, si dirigerebbe seguendo il tracciato di strade preesistenti verso Monacizzo, quindi Maruggio, da cui seguirebbe il percorso della Strada Provinciale 141 fino all'incrocio con la Strada Provinciale 359 Nardò-Avetrana in agro di Porto Cesareo., creando quindi un percorso che migliori la percorribilità sull'asse jonico Taranto - Gallipoli

## Caratteristiche
La SS 7 ter si presenta prevalentemente a una corsia tranne in due tratti che nel corso degli anni 1990 sono stati ammodernati a strada extraurbana secondaria a due carreggiate con due corsie per ogni senso di marcia:
- Tratto iniziale tra la SS172 e Taranto centro (km 0 - 6), con limite di 80 chilometri orari, vista la pericolosità e il traffico
- Tratto tra Manduria e San Pancrazio Salentino (km 41+800-54+080), con limite di 90 chilometri orari.

## Percorso
La SS 7 ter inizia dallo svincolo con la superstrada Taranto-Brindisi presso la stazione di Nasisi. Il primo tratto attraversa il Mar Piccolo con un ponte lungo Punta della Penna. Da lì si dirama poi in direzione del comune di San Giorgio Ionico, dove assorbe la ex Strada statale 603 di San Giorgio Jonico proveniente dalla vicina Carosino, per poi servire i comuni di Monteparano (con le vicine Roccaforzata e Faggiano), Lizzano attraverso la Strada Provinciale 115, poi Fragagnano, Sava (da cui partono i collegamenti con San Marzano di San Giuseppe-Grottaglie, Torricella, Maruggio, Uggiano Montefusco e il mare) e Manduria (da cui partono le provinciali per Francavilla Fontana e Oria).
Da Manduria prosegue come strada extraurbana secondaria a quattro corsie sino a San Pancrazio Salentino. Attualmente, la strada costeggia la zona sud del paese grazie a una nuova circonvallazione che si unirà all'uscita di San Pancrazio per Guagnano tramite un raccordo a una nuova rotonda in fase di costruzione. La circonvallazione, realizzata con una sezione stradale a due corsie invece delle quattro previste inizialmente, è stata completata ma non è ancora utilizzabile.
Dopo San Pancrazio Salentino, la SS 7 ter prosegue verso est entrando immediatamente in Provincia di Lecce, per poi attraversare Guagnano, incrociare la direttrice Mesagne-San Donaci-Salice Salentino-Veglie e attraversare per ultima Campi Salentina (da cui raggiungere Cellino San Marco e Squinzano a Nord e Novoli e Carmiano a Sud). Poi, una volta uscita dal centro abitato, incrocia la Strada Provinciale Novoli-Trepuzzi per poi sfociare subito dopo nel percorso della Strada statale 16 Adriatica presso la stazione di Surbo, quindi a tre chilometri da Lecce.
È attualmente allo studio la realizzazione di varianti per evitare i centri abitati di Guagnano e Campi Salentina, con una sezione stradale ridotta a due sole corsie, ridimensionando il progetto iniziale che prevedeva quattro corsie.

## Tracciato
| Salentina                                 | |      | |           |
| Tipo                                      | Indicazione | km   | Note | Provincia |
|                                           | Taranto Paolo VI Crispiano Martina Franca Locorotondo Alberobello Castellana Grotte Fasano Valle d'Itria Selva di Fasano Zoosafari | -1,2 | Tratto non di competenza AnasTratto sprovvisto di chilometrica progressiva                                                            | TA        |
| Taranto Tamburi                           | | -1,2 | Tratto non di competenza AnasTratto sprovvisto di chilometrica progressiva                                                            | TA        |
|                                           | Taranto Tamburi Statte Massafra Matera Gioia del Colle Bari Reggio Calabria Bologna-Taranto Porto di Taranto                       | 0,0  | | TA        |
| Brindisi Grottaglie Montemesola Monteiasi | | 0,0  | | TA        |
|                                           | Buffoluto Cantieri Navali | 0,5  | | TA        |
|                                           | Area di Servizio | 1,3  | Solo in direzione SS 7 | TA        |
|                                           | Taranto Centro | 4,0  | Solo in direzione Taranto | TA        |
|                                           | Taranto Solito-Corvisea | 5,5  | | TA        |
|                                           | Taranto via Cesare Battisti | 6,0  | | TA        |
|                                           | Circummarpiccolo Quartiere Paolo VI Martina Franca                                                                                 | 9,3  | | TA        |
|                                           | Talsano | 10,2 | | TA        |
|                                           | Zona industriale San Giorgio Jonico Faggiano                                                                                       | 12,1 | | TA        |
|                                           | San Giorgio Jonico | 12,9 | Da qui si può raggiungere: Monteiasi ex Grottaglie ex Carosino Pulsano Roccaforzata                                                   | TA        |
|                                           | Carosino-Roccaforzata | 15,7 | | TA        |
|                                           | Monteparano | 17,0 | Da qui si può raggiungere: Carosino Roccaforzata                                                                                      | TA        |
|                                           | Lizzano | 20,5 | | TA        |
|                                           | Circonvallazione di Fragagnano | 21,6 | | TA        |
|                                           | Fragagnano | 22,2 | Da qui si può raggiungere: Grottaglie San Marzano di San Giuseppe Lizzano                                                             | TA        |
|                                           | Circonvallazione di Sava | 27,8 | | TA        |
|                                           | Sava | 28,7 | Da qui si può raggiungere: Francavilla Fontana San Marzano di San Giuseppe-Grottaglie Lizzano Torricella Maruggio Uggiano Montefusco  | TA        |
|                                           | Circonvallazione di Manduria | 34,5 | | TA        |
|                                           | Manduria | 34,8 | Da qui si può raggiungere: Francavilla Fontana Oria Torre Santa Susanna Maruggio Uggiano Montefusco San Pietro in Bevagna ex Avetrana | TA        |
|                                           | Avetrana | 38,7 | | TA        |
|                                           | Avetrana Torre Colimena Porto Cesareo Nardò Gallipoli                                                                              | 44,7 | | BR        |
|                                           | Strada Vicinale "Cicirelle" | 46,1 | | BR        |
|                                           | Erchie Strada Consorziale "Argentoni" Torre Santa Susanna Oria Latiano Mesagne                                                     | 46,7 | | BR        |
|                                           | Strada Vicinale "Greci II" | 49,1 | | BR        |
|                                           | San Pancrazio Salentino Punta Prosciutto                                                                                           | 51,7 | | BR        |
|                                           | San Pancrazio Salentino Salice Salentino Veglie Torre Lapillo Porto Cesareo Nardò                                                  | 54,4 | | BR        |
|                                           | San Pancrazio Salentino | 54,8 | Da qui si può raggiungere: Torre Santa Susanna Mesagne San Donaci Veglie-Salice Salentino                                             | BR        |
|                                           | Guagnano | 63,6 | Da qui si può raggiungere: Cellino San Marco-San Donaci Villa Baldassarri Salice Salentino                                            | LE        |
|                                           | Villa Baldassarri-San Donaci-Mesagne Salice Salentino-Veglie-Leverano                                                              | 66,1 | | LE        |
|                                           | Campi Salentina | 69,3 | Da qui si può raggiungere: San Donaci Cellino San Marco Squinzano Novoli Carmiano-Veglie Porto Cesareo                                | LE        |
|                                           | Novoli Trepuzzi Brindisi | 75,3 | | LE        |
|                                           | Trepuzzi-Squinzano-Brindisi Lecce Zona industriale di Lecce Surbo scalo                                                            | 78,4 | | LE        |